# جاش گری
جاش گری (انگلیسی: Josh Gray؛ زادهٔ ۹ سپتامبر ۱۹۹۳) بازیکن بسکتبال اهل ایالات متحده آمریکا است.